# ワンダーウォール
「ワンダーウォール」（Wonderwall）は、イギリスのロックバンド、オアシスの楽曲である。1995年10月2日にクリエイション・レコーズから発売されたアルバム『モーニング・グローリー』に収録された楽曲で、作詞作曲はノエル・ギャラガーによるもの。2002年にノエルは、本作の歌詞について「自分を救ってくれる架空の友人について歌ったもの」と明かしている。
本作は1995年10月30日にアルバムから第3弾シングルとしてリカットされ、日本盤は同年11月23日にEpic/Sony Recordsからリリースされた。オーストラリアとニュージーランドのシングルチャートで首位、全英シングルチャートとアイルランドのシングルチャートで2位、カナダのシングルチャートで5位、アメリカのBillboard Hot 100で8位を獲得した。シングルは、英国レコード産業協会から4×プラチナ、アメリカレコード協会からゴールド認定を受けた。
2013年にオーストラリアのラジオ局Triple Jが発表した「Triple J Hottest 100 of the Past 20 Years, 2013」では1位に選出され、ライアン・アダムスやキャット・パワー、ブラッド・メルドーなど多数のアーティストによってカバーされた。2020年10月には、Spotifyの再生回数が90年代の楽曲として初めて10億回を突破した。

## 背景
本作は当初「Wishing Stone」というタイトルの楽曲で、1996年の『NME』誌のインタビューで、ノエルは本作について（当時の彼女でのちに妻となった）メグ・マシューズに向けて書いたものであると話していた。その後2001年にノエルとメグが離婚して以降は、メグに向けた歌であることを否定し、「自分を救ってくれる架空の友人について歌ったもの」としている。現行のタイトルは、ジョージ・ハリスンのソロ・アルバム『不思議の壁（Wonderwall Music）』にインスパイアされたもの。
本作は、アルバム『モーニング・グローリー』のレコーディング・セッションが行われていた1995年5月に、ウェールズにあるロックフィールド・スタジオでレコーディングされた。オーウェン・モリスは、ノエルと共に半日かけて曲の制作を行い、ブリックウォールを駆使して音を増強させた。なお、リード・ボーカルはノエルが「ドント・ルック・バック・イン・アンガー」のリードを務める関係から、リアム・ギャラガーが務めた。
「ワンダーウォール」は、F♯ minorで書かれており、穏やかなダンスグルーヴをもたせた普通拍子で構成されている。なお、本作におけるリアムの声域は、E3からF♯4となっている。

## ミュージック・ビデオ
本作のミュージック・ビデオは、ジョアンナ・バウティスタによって考案され、1995年9月30日にUnit 217Bで撮影されたもの。監督はナイジェル・ディック。撮影当時、ベーシストのポール・ "ギグジー" ・マッギーガンが神経衰弱によりバンドを一時的に脱退していたため、代役としてスコット・マクロードが他のメンバー4人と共に出演した。このミュージック・ビデオは、ブリット・アワード1996の最優秀ブリティッシュ・ビデオ賞を受賞した。
なお、ミュージック・ビデオは2種類が制作されており、そのうちの一つがYouTubeのVEVOチャンネルで公開されて再生回数3億5800万回、もう一つがオアシスの公式チャンネルで公開されて再生回数2億5700万回を突破した。

## アートワーク
本作のアートワークは、ルネ・マグリットの絵画に触発されたものでマイケル・スペンサー・ジョーンズによってプリムローズ・ヒルで撮影された写真が使用された。なお、フレームを持っている手は、アートディレクターのブライアン・キャノンの手。フレームの中に入っている女性は、クリエイション・レコーズのスタッフであるアニータ・ヘリエットで、当初はノエルがフレームを持ち、そのフレームの中にリアムが入るというアイデアが挙がっていた。

## 演奏
- リアム・ギャラガー - ボーカル、タンバリン
- ノエル・ギャラガー - アコースティック・ギター、エレクトリック・ギター、ピアノ、ベース
- ポール・ "ボーンヘッド" ・アーサーズ - メロトロン、アコースティック・ギター
- アラン・ホワイト（英語版） - ドラム

## シングル収録曲（オアシス版）
| 全作詞・作曲: ノエル・ギャラガー。 |                                           |                    |                    |                                                                  |      |
| #                                  | タイトル                                  | 作詞               | 作曲・編曲         | 編曲                                                             | 時間 |
| 1.                                 | 「ワンダーウォール」(Wonderwall)          | ノエル・ギャラガー | ノエル・ギャラガー |                                                                  | 4:18 |
| 2.                                 | 「ラウンド・アー・ウェイ」(Round Are Way) | ノエル・ギャラガー | ノエル・ギャラガー | ニック・イングマン （ 英語版 ） ノエル・ギャラガー（ブラス編曲） | 5:41 |
| 3.                                 | 「ザ・スワンプ・ソング」(The Swamp Song)  | ノエル・ギャラガー | ノエル・ギャラガー |                                                                  | 4:19 |
| 4.                                 | 「ザ・マスタープラン」(The Masterplan)    | ノエル・ギャラガー | ノエル・ギャラガー | ニック・イングマン ノエル・ギャラガー（ブラス編曲）              | 5:23 |
| 合計時間:                          | 合計時間:                                 | 合計時間:          | 19:41              |                                                                  |      |

- 「ザ・スワンプ・ソング」と「ザ・マスタープラン」は1998年に発売された裏ベストアルバム『ザ・マスタープラン』にも収録された。

| #         | タイトル                                                                          | 作詞・作曲             | 編曲                                                | 時間  |
| --------- | --------------------------------------------------------------------------------- | ---------------------- | --------------------------------------------------- | ----- |
| 1.        | 「ワンダーウォール」(Wonderwall)                                                  | ノエル・ギャラガー     |                                                     | 4:18  |
| 2.        | 「ラウンド・アー・ウェイ」(Round Are Way)                                         | ノエル・ギャラガー     | ニック・イングマン ノエル・ギャラガー（ブラス編曲） | 5:41  |
| 3.        | 「トーク・トゥナイト」(Talk Tonight)                                              | ノエル・ギャラガー     |                                                     | 4:11  |
| 4.        | 「ロッキンチェアー」(Rockin' Chair)                                               | ノエル・ギャラガー     |                                                     | 4:33  |
| 5.        | 「アイ・アム・ザ・ウォルラス」(I Am the Walrus (Live Glasgow Cathouse June 1994)) | レノン＝マッカートニー |                                                     | 5:23  |
| 合計時間: | 合計時間:                                                                         | 合計時間:              | 合計時間:                                           | 24:06 |

| 全作詞・作曲: ノエル・ギャラガー。 |                                |                    |                    |      |
| #                                  | タイトル                       | 作詞               | 作曲・編曲         | 時間 |
| 1.                                 | 「Wonderwall (Album Version)」 | ノエル・ギャラガー | ノエル・ギャラガー | 4:18 |
| 2.                                 | 「Round Are Way」              | ノエル・ギャラガー | ノエル・ギャラガー | 5:41 |
| 合計時間:                          | 合計時間:                      | 9:59               |                    |      |

| 全作詞・作曲: ノエル・ギャラガー。 |                    |                    |                    |      |
| #                                  | タイトル           | 作詞               | 作曲・編曲         | 時間 |
| 1.                                 | 「Wonderwall」     | ノエル・ギャラガー | ノエル・ギャラガー | 4:18 |
| 2.                                 | 「Round Are Way」  | ノエル・ギャラガー | ノエル・ギャラガー | 5:41 |
| 3.                                 | 「The Swamp Song」 | ノエル・ギャラガー | ノエル・ギャラガー | 4:19 |
| 合計時間:                          | 合計時間:          | 14:18              |                    |      |

| 全作詞・作曲: ノエル・ギャラガー。 |                   |                    |                    |      |
| #                                  | タイトル          | 作詞               | 作曲・編曲         | 時間 |
| 1.                                 | 「Wonderwall」    | ノエル・ギャラガー | ノエル・ギャラガー | 4:18 |
| 2.                                 | 「Round Are Way」 | ノエル・ギャラガー | ノエル・ギャラガー | 5:41 |
| 3.                                 | 「Wonderwall」    | ノエル・ギャラガー | ノエル・ギャラガー | 4:18 |
| 4.                                 | 「Round Are Way」 | ノエル・ギャラガー | ノエル・ギャラガー | 5:41 |
| 合計時間:                          | 合計時間:         | 19:58              |                    |      |

| 全作詞・作曲: ノエル・ギャラガー。 |                   |                    |                    |      |
| #                                  | タイトル          | 作詞               | 作曲・編曲         | 時間 |
| 1.                                 | 「Wonderwall」    | ノエル・ギャラガー | ノエル・ギャラガー | 4:18 |
| 2.                                 | 「Round Are Way」 | ノエル・ギャラガー | ノエル・ギャラガー | 5:41 |
| 3.                                 | 「Talk Tonight」  | ノエル・ギャラガー | ノエル・ギャラガー | 4:21 |
| 4.                                 | 「Wonderwall」    | ノエル・ギャラガー | ノエル・ギャラガー | 4:18 |
| 5.                                 | 「Round Are Way」 | ノエル・ギャラガー | ノエル・ギャラガー | 5:41 |
| 6.                                 | 「Talk Tonight」  | ノエル・ギャラガー | ノエル・ギャラガー | 4:21 |
| 合計時間:                          | 合計時間:         | 28:40              |                    |      |

## チャート成績（オアシス版）

### 週間チャート
| チャート (1995年 - 1996年)               | 最高位 |
| ---------------------------------------- | ------ |
| オーストラリア (ARIA)                    | 1      |
| オーストリア (Ö3 Austria Top 40)         | 6      |
| ベルギー (Ultratop 50 Wallonia)          | 7      |
| ベルギー (Ultratop 50 Flanders)          | 7      |
| カナダ トップシングルス (RPM)            | 5      |
| カナダ ロック/オルタナティヴ (RPM)       | 1      |
| デンマーク (Tracklisten)                 | 9      |
| ヨーロッパ (Eurochart Hot 100)           | 8      |
| フィンランド (Suomen virallinen lista)   | 11     |
| フランス (SNEP)                          | 10     |
| ドイツ (GfK Entertainment charts)        | 17     |
| ハンガリー (Mahasz)                      | 8      |
| アイスランド (Íslenski Listinn Topp 40)  | 2      |
| アイルランド (IRMA)                      | 2      |
| アイルランド (IRMA)                      | 2      |
| オランダ (Dutch Top 40)                  | 9      |
| オランダ (Single Top 100)                | 8      |
| ニュージーランド (Recorded Music NZ)     | 1      |
| ノルウェー (VG-lista)                    | 5      |
| ポーランド (LP3)                         | 15     |
| スコットランド (Official Charts Company) | 2      |
| スウェーデン (Sverigetopplistan)         | 12     |
| スイス (Schweizer Hitparade)             | 17     |
| UK シングルス (OCC)                      | 2      |
| US Billboard Hot 100                     | 8      |
| US Adult Alternative Songs (Billboard)   | 5      |
| US Adult Contemporary (Billboard)        | 36     |
| US Adult Top 40 (Billboard)              | 30     |
| US Alternative Airplay (Billboard)       | 1      |
| US Hot Dance Singles Sales (Billboard)   | 17     |
| US Mainstream Rock (Billboard)           | 9      |
| US Mainstream Top 40 (Billboard)         | 10     |
| US Cash Box Top 100                      | 6      |
| ジンバブエ (ZIMA)                        | 9      |

### 年間チャート
| チャート (1995年)                       | 順位 |
| --------------------------------------- | ---- |
| アイスランド (Íslenski Listinn Topp 40) | 28   |
| スウェーデン (Sverigetopplistan)        | 82   |
| イギリス (Official Charts Company)      | 10   |

| チャート (1996年)                    | 順位 |
| ------------------------------------ | ---- |
| オーストラリア (ARIA)                | 19   |
| ベルギー (Ultratop 50 Flanders)      | 37   |
| ベルギー (Ultratop 50 Wallonia)      | 38   |
| カナダ (RPM)                         | 26   |
| カナダ ロック/アルタナティヴ (RPM)   | 2    |
| ヨーロッパ (Eurochart Hot 100)       | 31   |
| ドイツ (Official German Charts)      | 80   |
| オランダ (Dutch Top 40)              | 52   |
| オランダ (Single Top 100)            | 98   |
| ニュージーランド (Recorded Music NZ) | 29   |
| スウェーデン (Sverigetopplistan)     | 90   |
| イギリス (Official Charts Company)   | 51   |
| 全米 Billboard Hot 100               | 56   |

| チャート (2018年) | 順位 |
| ----------------- | ---- |
| ポルトガル (AFP)  | 168  |

| チャート (2019年) | 順位 |
| ----------------- | ---- |
| ポルトガル (AFP)  | 177  |

| チャート (2021年) | 順位 |
| ----------------- | ---- |
| イギリス (OCC)    | 76   |

| チャート (2022年) | 順位 |
| ----------------- | ---- |
| イギリス (OCC)    | 80   |

### 年代末チャート
| チャート (2010年 - 2019年)         | 順位 |
| ---------------------------------- | ---- |
| イギリス (Official Charts Company) | 78   |

## 認定（オアシス版）
| 国/地域                                                                                  | 認定        | 認定/売上数 |
| ---------------------------------------------------------------------------------------- | ----------- | ----------- |
| オーストラリア (ARIA)                                                                    | 8× Platinum | 560,000     |
| イタリア (FIMI)                                                                          | 2× Platinum | 100,000*    |
| メキシコ (AMPROFON)                                                                      | Gold        | 30,000*     |
| ニュージーランド (RMNZ)                                                                  | Gold        | 5,000*      |
| ノルウェー (IFPI Norway)                                                                 | Gold        |             |
| イギリス (BPI)                                                                           | 4× Platinum | 1,995,940   |
| アメリカ合衆国 (RIAA)                                                                    | Gold        | 500,000^    |
| * 認定のみに基づく売上数 · ^ 認定のみに基づく出荷枚数 · 認定のみに基づく売上数と再生回数 |             |             |

## カバー・バージョン

### マイク・フラワーズ・ポップスによるカバー
マイク・フラワーズ・ポップスによるカバー・バージョンは、オアシスによるオリジナル・バージョンが発売された2か月後に、1作目のシングルとして発売された。このカバー・バージョンは、全英シングルチャートで最高位2位を獲得するなどのヒットを記録した。
BBCラジオ1でこのカバー・バージョンが初めてオンエアされた際に、ノエル・ギャラガーは「『ワンダーウォールのオリジナル・バージョン』を見つけたよ」と冗談めかして紹介した。
2008年にトータル・ギター誌が発表した「世界のワーストカバー曲」ランキングで、マイク・フラワーズ・ポップスによるカバー・バージョンが5位にランクインした。

#### シングル収録曲（マイク・フラワーズ・ポップス版）
| #         | タイトル                                          | 作詞・作曲         | 時間 |
| --------- | ------------------------------------------------- | ------------------ | ---- |
| 1.        | 「ワンダーウォール」(Wonderwall)                  | ノエル・ギャラガー | 2:47 |
| 2.        | 「サン・オブ・ゴッド」(Son Of God)                | マイク・ロバーツ   | 3:27 |
| 3.        | 「メモリー・マンのテーマ」(Theme From Memory Man) | マイク・ロバーツ   | 2:39 |
| 合計時間: | 合計時間:                                         | 合計時間:          | 8:53 |

#### チャート成績（マイク・フラワーズ・ポップス版）
| チャート (1995年 - 1996年)               | 最高位 |
| ---------------------------------------- | ------ |
| オーストラリア (ARIA)                    | 48     |
| デンマーク (IFPI)                        | 5      |
| オランダ (Single Top 100)                | 40     |
| ヨーロッパ (Eurochart Hot 100)           | 8      |
| アイスランド (Íslenski listinn Topp 40)  | 18     |
| アイルランド (IRMA)                      | 10     |
| ニュージーランド (Recorded Music NZ)     | 1      |
| ノルウェー (VG-lista)                    | 13     |
| スコットランド (Official Charts Company) | 1      |
| スウェーデン (Sverigetopplistan)         | 5      |
| UK シングルス (OCC)                      | 2      |

| チャート (1995年)                    | 順位 |
| ------------------------------------ | ---- |
| UK Singles (Official Charts Company) | 47   |

#### 認定（マイク・フラワーズ・ポップス版）
| 国/地域                    | 認定   | 認定/売上数 |
| -------------------------- | ------ | ----------- |
| イギリス (BPI)             | Silver | 200,000^    |
| ^ 認定のみに基づく出荷枚数 |        |             |

### 他のアーティストによるカバー・バージョン
ライアン・アダムスは、2001年にカバー・バージョンを発表し、2003年に発売したEP『Love Is Hell pt. 1』に収録した。このEPについてノエル・ギャラガーは賞賛しており、アダムスによるカバー・バージョンについて「ライアン・アダムスだけが、この曲を正しく理解している」と語っている。
ポール・アンカは、2005年に発売したアルバム『Rock Swings』にカバー・バージョンを収録。アンカによるカバー・バージョンは、2018年の平昌オリンピックでフィギュアスケート選手のパウル・フェンツによって競技中のBGMとして使用した。
ジェイ・Zは、2008年にグラストンベリー・フェスティバルにラッパーが出演することを批判したノエル・ギャラガーへの言及とする「Jockin' Jay-Z」を歌唱する際に、しばしば観客に「ワンダーウォール」を歌わせている。ゲム・アーチャーは、ジェイ・Zのこの行動を「8歳の少女のようだ」と評している。
また、アメリカのDJであるパーティ・ベンは、2004年に本作とグリーン・デイの「ブールヴァード・オブ・ブロークン・ドリームス」をマッシュアップした「Boulevard of Broken Songs」、ニール・シチェレガは本作をサンプリングした「Wndrwll」と「Wallspin」を発表している。